# رواب
رواب (به لاتین: Raub District) یک منطقهٔ مسکونی در مالزی است که در پاهانگ واقع شده‌است.